# Abramis
Az Abramis a csontos halak (Osteichthyes) főosztályának sugarasúszójú halak (Actinopterygii) osztályába, a pontyalakúak (Cypriniformes) rendjébe, a pontyfélék (Cyprinidae) családjába, és az Leuciscinae alcsaládjába tartozó nem.
Egyes rendszerbesorolások ide sorolják a karikakeszeget (Blicca bjoerkna) is Abramis bjoerkna néven.

## Rendszerezés
A nemhez az alábbi 3 faj tartozik.
- lapos keszeg (Abramis ballerus)
- dévérkeszeg (Abramis brama)
- bagolykeszeg (Abramis sapa)